# Wilbert Longmire
Wilbert Longmire (Mobile (Alabama), 1940 – Cincinnati, 1 januari 2018) was een Amerikaanse rhythm & blues- en jazzgitarist.

## Biografie
Wilbert Thomas Longmire speelde begin jaren 60 in de muziekscene van Cincinnati, zijn eerste opnames maakte hij in 1963 met het kwartet van Hank Marr ("The Greasy Spoon“, Federal). Hij werkte als sessiemuzikant voor King Records, met Red Prysock en Jack McDuff. In 1967 nam hij in New York op met Trudy Pitts en Bill Carney.
Rond 1968 maakte hij in Los Angeles zijn debuutalbum Revolution (Wold Pacific), in de door Joe Sample geleide studioband speelden o.a. Gary Barone, George Bohanon, Anthony Ortega. Wilton Felder, Leon Spencer, Larry Gales en Paul Humphrey. In de jaren erna werkte hij in de bigband van Gerald Wilson en bij Rusty Bryant. Op aanbeveling van George Benson (een vriend van Longmire) kon hij een album opnemen voor een sublabel van Columbia Records, Tappan Zee Records van Bob James (Sunny Side Up). Later nam hij de LP's Champagne (1978) en With All My Love (1980) op. Hij speelde opnieuw met Hank Marr (Groovin’ It). In de jazz was hij tussen 1963 en 2005 betrokken bij 22 opnamesessies.
Hij overleed begin 2018 op 77-jarige leeftijd.